# MED20
MED20 (англ. Mediator complex subunit 20) – білок, який кодується однойменним геном, розташованим у людей на короткому плечі 6-ї хромосоми. Довжина поліпептидного ланцюга білка становить 212 амінокислот, а молекулярна маса — 23 222.
| 10         |  | 20         |  | 30         |  | 40         |  | 50         |
| ---------- |  | ---------- |  | ---------- |  | ---------- |  | ---------- |
| MGVTCVSQMP |  | VAEGKSVQQT |  | VELLTRKLEM |  | LGAEKQGTFC |  | VDCETYHTAA |
| STLGSQGQTG |  | KLMYVMHNSE |  | YPLSCFALFE |  | NGPCLIADTN |  | FDVLMVKLKG |
| FFQSAKASKI |  | ETRGTRYQYC |  | DFLVKVGTVT |  | MGPSARGISV |  | EVEYGPCVVA |
| SDCWSLLLEF |  | LQSFLGSHTP |  | GAPAVFGNRH |  | DAVYGPADTM |  | VQYMELFNKI |
| RKQQQVPVAG |  | IR         |  |            |  |            |  |            |

A: Аланін

C: Цистеїн

D: Аспарагінова кислота

E: Глутамінова кислота

F: Фенілаланін

G: Гліцин

H: Гістидин

I: Ізолейцин

K: Лізин

L: Лейцин

M: Метіонін

N: Аспарагін

P: Пролін

Q: Глутамін

R: Аргінін

S: Серин

T: Треонін

V: Валін

W: Триптофан

Кодований геном білок за функцією належить до активаторів. 
Задіяний у таких біологічних процесах, як транскрипція, регуляція транскрипції, альтернативний сплайсинг. 
Локалізований у ядрі.